# 大裂秋海棠
大裂秋海棠（学名：Begonia macrotoma）为秋海棠科秋海棠属的植物，是中国的特有植物。分布在中国大陆的云南等地，生长于海拔1,300米至2,350米的地区，一般生于河边峡谷和山箐溪边疏林，目前已由人工引种栽培。